# Municipio de Hamer
El municipio de Hamer (en inglés: Hamer Township) es un municipio ubicado en el condado de Highland en el estado estadounidense de Ohio. En el año 2010 tenía una población de 680 habitantes y una densidad poblacional de 11,6 personas por km².

## Geografía
El municipio de Hamer se encuentra ubicado en las coordenadas 39°9′6″N 83°44′34″O / 39.15167, -83.74278. Según la Oficina del Censo de los Estados Unidos, el municipio tiene una superficie total de 58.62 km², de la cual 58,42 km² corresponden a tierra firme y (0,35 %) 0,2 km² es agua.

## Demografía
Según el censo de 2010, había 680 personas residiendo en el municipio de Hamer. La densidad de población era de 11,6 hab./km². De los 680 habitantes, el municipio de Hamer estaba compuesto por el 99,12 % blancos, el 0,15 % eran amerindios, el 0,29 % eran asiáticos y el 0,44 % eran de una mezcla de razas. Del total de la población el 0,74 % eran hispanos o latinos de cualquier raza.